# (35094) 1991 GW2
1991 GW2 (asteroide 35094) é um asteroide da cintura principal. Possui uma excentricidade de 0.11321490 e uma inclinação de 1.87380º.
Este asteroide foi descoberto no dia 8 de abril de 1991 por Eric Walter Elst em La Silla.